# 吉宗 (岡山市)
吉宗（よしむね）は、岡山県岡山市北区にある大字。郵便番号は701-1143。

## 地理
岡山市北部、旧御津郡津高町域の国道53号沿いに位置する。

## 歴史
元々は津高郡吉宗村と称したが、1716年（享保元年）9月15日、同年将軍となった徳川吉宗と名前が被ることから益田村に改称し、以降明治維新までは益田村を称した。

### 沿革
- 1716年（享保元年）9月15日 - 徳川吉宗と名前が被ることから益田村に改称[2]。
- 明治維新後 - 吉宗村に復す[2]。
- 1889年（明治22年）6月1日 - 吉宗村が栢谷村、菅野村と合併し野谷村の大字となる[2]。
- 1955年（昭和30年）3月31日 - 野谷村が馬屋上村と合併し、津高村の大字となる[2]。
- 1959年（昭和34年）2月1日 - 津高村が横井村と合併し、津高町の大字となる[2]。
- 1971年（昭和46年）1月8日 - 津高町が岡山市に編入され、岡山市の大字となる[2]。
- 2009年（平成21年）4月1日 - 岡山市が政令指定都市となったことで岡山市北区の大字となる[3]。

## 世帯数と人口
2020年（令和2年）1月現在の世帯数と人口は以下のとおりである。
| 地区名 | 世帯数  | 人口  |
| ------ | ------- | ----- |
| 吉宗   | 294世帯 | 661人 |

## 小・中学校の学区
町立小・中学校に通う場合、学区は以下の通りとなる。
|      | 小学校             | 中学校             |
| ---- | ------------------ | ------------------ |
| 吉宗 | 岡山市立野谷小学校 | 岡山市立香和中学校 |

## 交通
- 国道53号
- 岡山県道237号日応寺栢谷線
- 岡山県道386号津高法界院停車場線

## 施設
- 岡山市立香和中学校
- 朝日塾小学校
- 岡山吉宗郵便局